# Muhammad Sanusi
Muhammad Sanusi (* 2. Februar 1933 in Medan; † 1. Juni 2018 in Deli Serdang) war ein indonesischer Radrennfahrer.

## Sportliche Laufbahn
Sanusi war Straßenradsportler und Teilnehmer der Olympischen Sommerspiele 1960 in Rom. Das olympische Straßenrennen beendete er nicht. Im Mannschaftszeitfahren belegte der indonesischen Vierer mit Muhammad Sanusi, Rusli Hamsjin, Theo Polhaupessy und Hendrik Brocks den 26. Rang. 
Bei den Asienspielen 1962 in Jakarta gewann er die Goldmedaille im Mannschaftszeitfahren.